# Rodney McCray
Rodney Earl McCray (Mount Vernon, 29 agosto 1961) è un ex cestista statunitense, professionista nella NBA.
È il fratello di Scooter McCray.

## Carriera
È stato selezionato dagli Houston Rockets al primo giro del Draft NBA 1983 (3ª scelta assoluta).

## Statistiche

### NBA

#### Regular Season
| Anno       | Squadra          | PG  | PT  | MP   | TC%  | 3P%  | TL%  | RP  | AP  | PRP | SP  | PP   |
| ---------- | ---------------- | --- | --- | ---- | ---- | ---- | ---- | --- | --- | --- | --- | ---- |
| 1983-1984  | Houston Rockets  | 79  | 36  | 26,3 | 49,9 | 25,0 | 73,1 | 5,7 | 2,2 | 0,7 | 0,7 | 10,8 |
| 1984-1985  | Houston Rockets  | 82  | 82  | 36,6 | 53,5 | 0,0  | 73,8 | 6,6 | 4,3 | 1,1 | 0,9 | 14,4 |
| 1985-1986  | Houston Rockets  | 82  | 82  | 31,8 | 53,7 | 0,0  | 77,0 | 6,3 | 3,6 | 0,6 | 0,7 | 10,3 |
| 1986-1987  | Houston Rockets  | 81  | 81  | 38,7 | 55,2 | 0,0  | 77,9 | 7,1 | 5,4 | 1,1 | 0,7 | 14,4 |
| 1987-1988  | Houston Rockets  | 81  | 80  | 33,2 | 48,1 | 0,0  | 78,5 | 7,8 | 3,3 | 0,7 | 0,6 | 12,4 |
| 1988-1989  | Sacramento Kings | 68  | 65  | 35,8 | 46,6 | 22,7 | 72,2 | 7,6 | 4,3 | 0,8 | 0,5 | 12,6 |
| 1989-1990  | Sacramento Kings | 82  | 82  | 39,5 | 51,5 | 26,2 | 78,4 | 8,2 | 4,6 | 0,7 | 0,9 | 16,6 |
| 1990-1991  | Dallas Mavericks | 74  | 68  | 34,6 | 49,5 | 33,3 | 80,3 | 7,6 | 3,5 | 0,9 | 0,7 | 11,4 |
| 1991-1992  | Dallas Mavericks | 75  | 48  | 28,1 | 43,6 | 29,4 | 71,9 | 6,2 | 2,9 | 0,6 | 0,4 | 9,0  |
| 1992-1993† | Chicago Bulls    | 64  | 5   | 15,9 | 45,1 | 40,0 | 69,2 | 2,5 | 1,3 | 0,2 | 0,2 | 3,5  |
| Carriera   | Carriera         | 768 | 629 | 32,4 | 50,3 | 26,0 | 76,1 | 6,6 | 3,6 | 0,8 | 0,6 | 11,7 |

#### Playoffs
| Anno     | Squadra         | PG | PT | MP   | TC%  | 3P% | TL%  | RP  | AP  | PRP | SP  | PP   |
| -------- | --------------- | -- | -- | ---- | ---- | --- | ---- | --- | --- | --- | --- | ---- |
| 1985     | Houston Rockets | 5  | 5  | 36,2 | 55,9 | -   | 65,2 | 6,0 | 2,2 | 1,2 | 0,2 | 10,6 |
| 1986     | Houston Rockets | 20 | 20 | 41,8 | 53,5 | 0,0 | 74,1 | 5,9 | 6,3 | 0,9 | 1,0 | 13,0 |
| 1987     | Houston Rockets | 10 | 10 | 43,6 | 56,4 | 0,0 | 79,6 | 8,3 | 5,6 | 0,5 | 0,9 | 15,7 |
| 1988     | Houston Rockets | 4  | 4  | 39,8 | 38,7 | 0,0 | 66,7 | 6,8 | 2,3 | 1,0 | 0,8 | 8,0  |
| 1993†    | Chicago Bulls   | 7  | 0  | 5,6  | 16,7 | -   | -    | 1,9 | 0,7 | 0,0 | 0,1 | 0,3  |
| Carriera | Carriera        | 46 | 39 | 35,9 | 52,7 | 0,0 | 74,1 | 5,9 | 4,5 | 0,7 | 0,7 | 10,9 |

## Palmarès
- Campione NCAA (1980)
- Campionato NBA: 1

Chicago Bulls: 1993
- NBA All-Defensive First Team (1988)
- NBA All-Defensive Second Team (1987)